# História de Vila Nova de Poiares
A História de Vila Nova de Poiares é a história de um concelho, como muitos outros, em que é difícil deslindar com precisão a sua origem. Esta circunstância, deve-se a variadas razões: para uns a falta de documentos é notória (JÚNIOR, 1978), outros apontam também como causa “a estrutura geográfica que retardou a concentração urbana.” (SERRÃO, 2001: 13), o que torna o objecto de estudo mais difícil de encontrar. Na verdade, “Poiares” foi durante muito tempo uma zona e não uma localidade. As Terras de Poyares estendiam-se, numa zona não facilmente demarcada, por vales e serras. O topónimo Poiares encontra ainda outras utilizações pelo território Português, o que pode surgir como problema aos olhos mais desatentos. Convém frisar que se trata do “Poiares de Coimbra” (SERRÃO, 2001: 14), visto ter pertencido durante séculos ao termo desta cidade.

## A Origem do Topónimo
A própria origem do topónimo tem constituído uma dificuldade para os investigadores, na medida em que se discutem várias possibilidades da origem do vocábulo “Poiares”. Alguns autores têm discutido esta matéria, mas parece encontrar-se uma certa complementaridade entre as interpretações (FERRÃO, 1905; JÚNIOR, 1978 e SERRÃO, 2001). Assim, o vocábulo ter-se-á originado a partir da antiga forma verbal “poyar”, cujo significado seria “por, assentar, pousar, desembarcar, etc.” (FERRÃO, 1905: 11), ou “subir, trepar ou ‘fazer poyo’”, isto é, subir a um lugar alto donde se aviste a paisagem (SERRÃO, 2001: 14). A primeira das hipóteses aponta como explicação o facto de as Terras de Poyares constituírem uma vasta área deserta em que o poyar, isto é, o assento, o local de descanso durante a caminhada, o local de desembarque escasseava, no entanto, aqui e ali apareciam os poyar (ou poyares?). Como certamente, terá sido a Albergaria de Poiares, sita a Santa Maria de Arrifana, para uns (FERRÃO, 1905), e a Vila Chã (actualmente São Miguel de Poiares), para outros (SERRÃO, 2001: 18). Para a segunda hipótese explicativa, o termo “Poiares” significava um lugar de acesso a sítios altos. Hermano Saraiva no seu programa de televisão dedicado ao concelho de Vila Nova de Poiares aponta ainda uma outra hipótese: a de “poiares” ter evoluído desde “padalares”, passando por “paaares”. Explica que existe um documento do século IX em que aparece o topónimo Padalares e que as leis da evolução fonética apontam para este tipo de evolução (SARAIVA, 2002).
De facto, não existem dúvidas sobre a origem deste topónimo bem como o seu significado, pelo que poderemos considerar válidas todas as observações anteriores, a menos do caso único de "padalares" que se trata de uma desviante, mal dita, mal entendida  ou mal escrita à época, mas com a mesma origem. Existem vários locais no território português com esta designação, pelo que não se trata de um caso fortuito. Assim, devemos deixar à toponímia o acerto deste nome. Como muitos nomes, é mais um que resulta da geografia ou  orografia dos locais onde se aplica. O vocábulo Poiares é o mesmo que poiais ou Poiais, plural de poial, e que se descreve como um lugar ou local relativamente mais alto onde se pousa(m) alguma(s) coisa(s) ou pessoa(s); a evolução provável a partir da raiz e na escrita moderna será: Podi+al > Podi+al+es (plural) > Poiales (este já existente no português arcaico) > Poiares; a evolução de Poiais é fácil de admitir.

## Pré-História
O vale e serras circundantes, onde se localiza actualmente o concelho de Vila Nova de Poiares, terão tido ocupação desde o período Neolítico, como prova a existência do Dólmen de S. Pedro Dias, localizado na Serra com o mesmo nome (SANTOS, A., 1997).

## Da Antiguidade Clássica aos alvores da Nacionalidade
Mas terá sido após a romanização que terá tido maior importância, mercê das vias militares que por aqui passavam. Na verdade, atravessavam estas terras duas vias militares: a que ligava Coimbra à Egitânia, passando por Carvalho, Santo André de Poiares e Ponte de Mucela (SERRÃO, 2001) e a que ligava Tomar a Tondela, atravessando estas terras em S. Miguel de Poiares e em Ponte de Mucela, onde havia uma importante ponte romana sobre o Rio Alva (JÚNIOR, 1978).
Se recorrermos à toponímia (basta lembrar o nome de algumas localidades do concelho como “Moura Morta”) e acrescentarmos a existência de algumas lendas em que se fala invariavelmente de “Mouras”, encontramos também a possibilidade de por aqui terem vivido muçulmanos (SANTOS, 2001). Para além disso, estão também documentados combates entre cristãos e mouros em Mucela, que terá sido completamente destruída pelos muçulmanos em 1231 (JÚNIOR, 1978).  
Temos fontes documentais, provando que já no século VIII havia pelo Chão de Poiares várias localidades que foram doadas ao Mosteiro de Lorvão pelo rei Ordonho II das Astúrias, como sejam “no subúrbio de Coimbra a vila chamada Algazala [...]; bem como outros vilares junto do rio Mondego chamados Lauredo e Sautelo”, as quais corresponderiam aos lugares de Algaça, Louredo e Soutelo actuais. Outros documentos da época referenciam ainda outros lugares que ainda hoje existem como Vale de Vaíde, Vale de Afonso, Vale de Lobo, entre outros (JÚNIOR, 1978).
Às Terras de Poyares está também ligada uma lenda de D. Afonso Henriques ou, pelo menos, uma das suas versões (FERRÃO, 1905). Com efeito, a lenda conta-nos que el-rei alcançara um vil cardeal (o qual o havia excomungado, assim como à cidade de Coimbra e ao Reino) “em hum lugar a que chamão a Vimieira, que he a par de Poyares caminho da Beira” (cit. em SERRÃO, 2001: 16). Este pequeno excerto de uma lenda dá-nos duas pistas fundamentais, pois todas as lendas têm fundos de verdade, a saber: Em primeiro lugar, atesta que o topónimo “Poiares” era já utilizado ainda antes da nacionalidade e não para designar uma localidade, mas uma zona, tal como havíamos concluído. Em segundo lugar, mostra a o importância das vias de comunicação que cruzavam estas terras, pois eram quase obrigatórias para quem pretende-se viajar entre Coimbra e o interior das Beiras ou o resto da Península. Tal facto confirma a necessidade de existência dos poyar nesta região (FERRÃO, 1905).

## Albergaria de Poiares
É sobre a Albergaria de Poiares que mais documentação, desta época anterior e dos primeiros tempos da nacionalidade, há das Terras de Poyares. As albergarias desta época eram casas pias, localizadas junto a estradas importantes ou a instituições religiosas e ligadas a estas, que ajudavam os peregrinos e viajantes, principalmente os mais pobres. Desempenhavam um importante papel na assistência pública, servindo de hospitais de caridade e eram no início da nacionalidade, mercê da grande instabilidade militar, normalmente controladas pelas rainhas (FERRÃO, 1905). 
A “Albergaria de Poiares” terá sido fundada no sítio de Arrifana, devido à acção da rainha D. Mafalda, esposa de D. Afonso Henriques, nesta época, como afirma o Prof. Doutor Veríssimo Serrão (2001: 17). No entanto, o mesmo autor e na mesma obra afirma: “a implantação da albergaria deu-se no sítio de Vila Chã, hoje identificada com São Miguel de Poiares, embora outros autores a preferiam colocar no lugar de Arrifana.” (SERRÃO, 2001: 18) como, aliás, ele próprio e outros (FERRÃO, 1905 e JÚNIOR, 1978). 
Temos conhecimento de uma Carta de Foral dada pela rainha D. Dulce, esposa de D. Sancho I, à Albergaria de Poiares e ao Convento de São Miguel, em Maio de 1195: “Em nome de Samta e Emdepartida Trindade eu a Raynha dona Doce a vos frei Joan mestre da allbarguaria do Poiares e a todolos moradores dese mesmo convemto de Sam Miguel também aos moradores e povoradores que hahy moram como aos que vierem fasemos carta de poduravel fermidom de bom foro perduravel para sempre pello qual ajades e posuades e pobredes a sobredita erdade em pas. [...] Feita a carta de comfirmasão e de firmidõe no mês de Maio da Era de mil dusemtos e trimta e tres annos. Eu a Rainha dona Dose a vos frei Joane de allberguaria de Poiares emsembra e com meus irmãos que a mandamos escrever e com as nosas propias mãos a roboramos.” (cit. em SOARES, 2002: 10). Com esta Carta de Foral provamos a existência da Albergaria de Poiares e a sua ligação ao Convento de São Miguel, que terá existido na localidade que hoje tem esse nome (?), tendo assim ligações a uma instituição religiosa como muitas outras albergarias. Esta proximidade ao convento de São Miguel poderá ter sido também espacial e, se assim fora, parece que ganha consistência a ideia de alguns que afirmam ter-se a Albergaria de Poiares localizado em Vila Chã (actual São Miguel de Poiares) (SERRÃO, 2001: 18).
Do mesmo ano de 1195, data um outro documento em que é referido o nome de Frei João da Albergaria de Poiares. Trata-se da outorga do foro e costumes de Évora aos povoadores de S. Vicente da Beira, por parte da mesma rainha D. Dulce, em que se dá a estes povoadores o direito de utilizar a Albergaria de Poiares (SERRÃO, 2001).
Deve igualmente referir-se que D. Sancho I concedeu no seu testamento de 1209 à Albergaria de Poiares 200 maravedis, o que mostra a importância da albergaria (SERRÃO, 2001).
É também referido nas inquirições de 1258 ordenadas por D. Afonso III que “D. Aldonça ou D. Dulce, esposa de D. Sancho I, comprou o Ervedal, e seu termo para fazer presente à Albergaria de Poiares”, a qual depois de alguma instabilidade terá pertencido a D. Teresa, filha de D. Sancho I, que lhe deu foral “Datum apud Monasterum de Celis Mense Januario, sub era 1287 [1249 da Era de Cristo]” (FERRÃO, 1905: 23 e 26-27). Quando D. Teresa morreu, a Albergaria de Poiares passou para os bens da coroa, para depois D. Afonso III a trocar pela vila de Arronches que pertencia ao Mosteiro de Santa Cruz de Coimbra, no ano de 1264 (FERRÃO, 1905). No entanto, o Prof. Doutor Veríssimo Serrão menciona, em “Um Passeio pela História de Poiares”, o carinho de D. Afonso III à Albergaria de Poiares, citando a carta régia de 20 de Abril de 1264: “Tomo em minha encomenda e sob a minha defensão a albergaria de Poiares com todos os seus habitantes e possessões e herdades e gados e com todas suas coisas.” (cit. em SERRÃO, 2001: 17-18). A Albergaria teria, mais tarde, regressado à coroa, mercê de legislação de D. Dinis, que restituía ao Estado alguns bens que estavam dependentes da Igreja (FERRÃO, 1905).
Desde da Idade Média até ao século XIX nada mais há escrito sobre a Albergaria de Poiares, à excepção de umas lápides encontradas no início do século XIX, uma delas ainda existente, servindo de ombreia da porta da sacristia da Igreja Matriz de Arrifana. No entanto, sabemos que na sessão de 25 de Abril de 1837 da, então, recém criada Câmara Municipal de Poiares foi presente um requerimento do vereador Joaquim Fernandes da Cunha, de S. Miguel de Poiares, em que pede os seus direitos enquanto cirurgião residente na Albergaria de Poiares (FERRÃO, 1905). É-nos assim possível afirmar que em meados do século XIX a Albergaria de Poiares ainda existia, possivelmente, num local diferente do original.

## Séculos XV e XVI
Referente ao século XV temos também alguma documentação sobre algumas povoações da Chã de Poiares. Nomeadamente, sabemos que no reinado de D. Pedro a administração da Justiça em Poiares passa do Mosteiro de Santa Cruz para o Município de Coimbra e que a Peste Negra não terá afectado esta região, visto ter aumentado a população (SERRÃO, 2001).
Do século XVI sabemos, por exemplo, que foi nomeado escrivão das sisas em Arrifana de Poiares João Martins, corria o ano de 1520 (SERRÃO, 2001). Segundo fontes escritas daquele século, nomeadamente tombos dos Mosteiros de Lorvão, Santa Cruz e Santa Clara e da Universidade de Coimbra, grande parte das Terras de Poyares eram ocupadas por domínios senhoriais e nelas se espalhavam várias casas religiosas. A Casa dos Frades da Concha, localizada no actual lugar de Póvoa da Abraveia, e o Convento de São Miguel de Poiares, localizado no antigo lugar, são disso exemplos (SANTOS, 2001). Destas fontes podemos ainda identificar os proprietários da restantes terras, alguns deles nobres (SANTOS, 2001), e perceber as relações do Antigo Regime que se estabeleceram em Poiares entre estes senhores, eclesiásticos na sua maioria, e os pobres camponeses (FERRÃO, 1905). 
Também do século XVI possuímos a primeira contagem oficial de “vizinhos”  levada a cabo pelo Estado. No entanto, esta contagem não compreendeu todo o território do actual concelho, apenas persistem valores de quatro lugares. Devemos ainda referir a existência dos livros paroquiais das várias freguesias, referentes a esta época (SERRÃO, 2001).

## Séculos XVII e XVIII
Do período posterior à Restauração, em 1640, dispomos de alguma documentação, designadamente relativa à incorporação de homens nos batalhões defensivos das fronteiras, à vida de alguns notáveis naturais de Poyares ou aos poucos processos do Tribunal do Santo Ofício abertos para pessoas que por estas terras viviam (SANTOS, 2001: 30 e SERRÃO, 2001: 21).
Os habitantes das Terras de Poyares dos século XVII e XVIII continuam a ser “simples colonos ou servos da gleba, e não proprietários livres e independentes.” (FERRÃO, 1905: 42) Na verdade, em vários tombos do Mosteiro de Santa Maria de Lorvão são bem definidos os laços senhoriais que este “Senhor” eclesiástico estabelecia com os camponeses (FERRÃO, 1905). O Regime Feudal parece estar em pleno nas Terras de Poyares desta época, controlado por Senhores Feudais, quer do Clero, quer da Nobreza.
Já do século XVIII datam diversas escrituras assinadas pela Universidade de Coimbra e por vários carpinteiros, douradores e pedreiros, a fim da realização de obras nas Igrejas Paroquiais de São José das Lavegadas, de São Miguel de Poiares e de “samta maria de arrifana de Pojares” (cit. em SERRÃO, 2001: 21). Quanto à Igreja Paroquial de Poiares (Santo André) guarda gravadas várias datas: no arco do corpo da Igreja temos de um lado 1684 e do outro 1742 e na torre, no relógio de sol, 1744.
Nas Invasões Francesas, principalmente na terceira, teve Poiares muita importância em termos estratégicos, que aliás já anteriormente lhe era reconhecida pelo governo de Sebastião Carvalho e Melo, pois serviu de primeira linha de defesa da cidade de Coimbra, possuindo uma capitania-mor. Com efeito, já em 1765 o governo de Marquês de Pombal rejeitara a eleição de um certo capitão-mor (SERRÃO, 2001). No entanto, esta posição estratégica não valeu a Poiares um dos mestres de ler, escrever e contar que o Despotismo Iluminado distribuiu pelo país, após a expulsão dos Jesuítas (SERRÃO, 2001). Tal situação, deve ter-se devido ao facto de Poiares não ser ainda concelho.
Ao período do Despotismo Esclarecido, pertence a iniciativa de realizar o “Dicionário Geographico do Reyno de Portugal”, que hoje se afigura como fonte importantíssima (e que é necessário explorar) para a História Local. Neste dicionário encontramos variadas informações acerca da região que hoje constitui o concelho, como sejam a população, as produções mais abundantes, as condições gerais de vida da população, etc. Desta importante fonte, consta “A terra se chama o concelho de Vila Chã de Poyares [actual São Miguel de Poiares, visto a Igreja Matriz descrita ser a que ainda hoje se encontra nesta actual sede de freguesia] hua das sete varas do distrito e Albergaria de Poyares que he termo, comarqua e Bispado de Coimbra, fica na Provincia da Beyra e comprehende a freguezia de São Miguel de Poyares [actual freguesia de São José das Lavegadas? Uma hipótese a considerar, visto esta freguesia ter sido desanexada da actual freguesia de São Miguel de Poiares (JÚNIOR, 1978: 25), antiga Vila Chã de Poiares]” (cit. em SERRÃO, 2001: 23). Nesta fonte depreende-se a pouca importância que teria Santo André de Poiares, que virá a ser sede de concelho, em relação a Vila Chã de Poiares (actual São Miguel de Poiares) e Santa Maria da Arrifana (SERRÃO, 2001).
Do período das invasões francesas data outra documentação importante produzida por um militar francês que inspeccionou a estrada que de Coimbra se conduzia para o interior das Beiras, tendo passado por vários lugares das Terras de Poyares. Também deste período datam outras informações relativas à destruição causada pelas invasões (SERRÃO, 2001).

## Criação do concelho deSanto Andre de Poyares
Durante as lutas entre absolutistas e liberais da primeira metade do século XIX, Poiares e alguns dos seus ilustres terão tido alguma importância nesta região do país, estando, aquando do “Regimen do Terror Absolutista”, do lado dos liberais (FERRÃO, 1905: 51). Assim, a recompensa a Poiares, pelos serviços prestados durante a guerra civil, foi concedida pelo Governo Setembrista, de Passos Manuel, no âmbito de uma reorganização administrativa efectuada em 1836 – estava, então, criado o concelho de Santo André de Poyares . Corria o reinado de D. Maria II (SANTOS, 2001).
A área do concelho de Poyares era, no entanto, bastante diferente da actual. Com efeito, o novo concelho compreendia as terras “na margem esquerda do Mondego, desde a foz da ribeira de Poiares, com exclusão de duns pequenos povoados, até à serra do Carvalho; na margem direita do Ceira, comprehendo o lugar de Segade, que hoje é de Miranda; Ribeira de Covellos, formando uma linha sinuosa, que passava em Monte dos Lobos, dava para Poiares Valle da Clara, Couchel e metade de Framillo, fronteira esta que ainda hoje se mantem; a freguezia de Serpins desde Valle de Madeiros, Lavegadas, Povoa, até a Lomba d’Alveite, comprehendendo as Almas da Feira, em toda a margem direita do Ceira, fazia parte deste concelho. A linha que parte do Olho Marinho a Mucella conserva-se actualmente quasi inalteravel, porem desde do Barreiro até Valle de Maior, Valle do Meio e Outeiro Longo, toda a freguezia de Friumes pertencia ao primitivo concelho de Poiares.” (FERRÃO, 1905: 53).
Esta nova circunscrição administrativa era rica por natureza, quer em termos económicos, quer humanos e terá sido bem orientada pelos seus políticos, o que terá sido razão para os elogios do Governo Civil de Coimbra e para a inveja dos concelhos limítrofes, mais influentes a nível nacional (FERRÃO, 1905). Tal situação, ocasionou a regressão espacial do concelho, sendo-lhe retiradas em 1855 a freguesia de Friúmes, para o concelho de Penacova, parte da freguesia de Serpins, para o concelho da Lousã, e parte da freguesia de Semide, para o concelho de Miranda do Corvo (SANTOS, 2001). Há, no entanto, quem afirme que o concelho de Poiares terá sido mesmo integrado no da Lousã em 1855, devido à acção da Junta Geral do Distrito de Coimbra (SERRÃO, 2001). Ao que parece, esta notícia não foi bem recebida em Poiares, pois o apoio da população ao opúsculo intitulado Duas palavras em justa defeza do concelho de Poyares no districto de Coimbra, de autoria do Dr. Antonino Ferreira Lima, foi quase total. Corria o ano de 1857. 
Em janeiro de 1867 terá tido papel predominante José Dias Ferreira, natural de Pombeiro, à época integrado no concelho, e que foi chamado a fazer parte do ministério, na restauração do concelho que tinha sido suprimido no mês anterior, tendo integrado o concelho de Penacova (FERRÃO, 1905). Nesta altura, já tinha sido construído o edifício dos Paços do Concelho (construído em 1865), o qual era visto como símbolo da autonomia municipal (SANTOS, 2001). 
No entanto, em 1878 o concelho de Poiares é suprimido e as suas terras integradas no concelho de Penacova (SERRÃO, 2001), embora este facto não seja referido por outros investigadores. Com efeito, Dias Ferrão (1905: 56) relata as obras efectuadas pela vereação e o facto de o investimento da Câmara Municipal entre 1867 e 1887 ter sido superior a 25:000$000, assim como, a reputação dos funcionários municipais, frequentemente requisitados para outros concelhos do distrito. Na verdade, a época da Regeneração foi uma época de desenvolvimento económico das Terras de Poyares, como se depreende da investigação do Professor Doutor José Amado Mendes, da Faculdade de Letras da Universidade de Coimbra (cit. em SERRÃO, 2001).
Entretanto, a 8 de Setembro de 1874 foi fundada a mais antiga instituição do concelho que ainda se mantém em actividade – a Filarmónica Fraternidade Poiarense (JÚNIOR, 1978).
A partir de 1888 a administração municipal começa a ser menos eficaz e, por outro lado, há uma centralização da administração pública por parte do ministério do conselheiro João Ferreira Pinto Castello-Branco, o que ditará a supressão do concelho em 1895 (FERRÃO, 1905). Após a supressão do concelho (a última Acta de reunião da Câmara Municipal de Poiares de 1895 data de 18 de Setembro, embora o concelho tenha sido legalmente extinto, segundo o mesmo livro de actas que consultámos, a 7 de Setembro), o seu antigo território foi dividido pelos concelhos de Penacova e Lousã (SANTOS, 2001).

## Restauração definitiva do concelho
Ainda que o concelho tivesse sido extinto, os poiaristas tinham esperança na sua restauração e não deixavam de querer ajudar o concelho a progredir. Assim, foi em 1897 que surgiu a ideia, por cinco dedicados poiaristas residentes na cidade de Santos (Brasil), de equipar Poiares (que de certo ia recuperar a autonomia administrativa a breve trecho) com um Hospital de Beneficência, o qual representa uma das mais importantes obras dos finais do século XIX, início do século XX no concelho de Poiares, tendo sido inaugurada em 1909.
Por decreto de 13 de Janeiro de 1898 dá-se a Restauração definitiva do Concelho de Poiares. Vivia-se numa “situação progressista” (FERRÃO, 1905: 57), tendo sido o responsável pela reorganização administrativa, que trouxe a restauração do concelho de Poiares, José Luciano de Castro, líder dos Progressistas, depois da intervenção do deputado Júlio Ernesto da Lima Duarte, entre outros. O Concelho de Poiares foi restaurado, mas não com a mesma área com que tinha sido criado em 1836, em vez disso ficou com a área que tinha antes da supressão de 1895, acrescentando-se-lhe a localidade de Moura Morta, da freguesia de Lavegadas (FERRÃO, 1905).
Restaurado o concelho foi, novamente, chamado à Presidência da Câmara Municipal José Henriques Simões, proprietário, residente nos Moinhos, que lá se manteve até à instauração da República em 1910. 
Esta mesma vereação, a que José Henriques Simões presidia, recebeu em 1901 do poiarista Alfredo Montenegro, presidente da Commissão Iniciadora do Hospital de Beneficência Poyarense, um importante donativo: “livros, jornaes e folhetos, e bem assim as respectivas estantes, que possuia na sua casa da Louzã, a fim de que tudo depois de convenientemente catalogado se intalle n’uma salla apropriada d’este edificio municipal, facultando-se a sua leitura e consulta mediante necessário regulamento sobre a denominação de ‘Bibliotheca Publica e Popular’.”.  No entanto, ao que parece, em 1905 ainda não existia Biblioteca Pública em Poiares (FERRÃO, 1905).
Entretanto, por alvará de 22 de março de 1899 do Governador Civil do Distrito de Coimbra, João José D’Antas Rodrigues, foi legalmente aprovada a constituição da Irmandade de Nossa Senhora das Necessidades, a que seria entregue, depois de concluído, o Hospital de Beneficência Poiarense (MORAIS, 1999).

## Elevação da sede de concelho a Vila
Já de 15 de junho de 1905 data a acta da sessão em que “Deliberou a Camara por unanimidade representar ao Governo de Sua Magestade no sentido de ser dado o nome de Poiares as povoações de Santo André, sede d’este concelho, e Aldeia-Nova, que se acham quasi ligadas, pedindo também os foros de villa para as referidas povoações que ficarão a denominar-se – villa de Poiares” . Como aliás, sugeria Dias Ferrão no seu livro sobre o concelho publicado uns meses antes.
Devido a este ofício, ou não, o certo é que por portaria de 17 de agosto de 1905 o pretendido pela Câmara Municipal aconteceu mesmo: Santo André e Aldeia Nova passam a chamar-se Vila Nova de Poiares, adquirindo também a sede do Concelho de Poiares os foros de Vila. Corria o reinado de D. Carlos. Porquê Vila Nova de Poiares e não Vila de Poiares, como se sugeria? Terá sido uma questão pragmática: para que se não confundisse esta nova vila com outras a norte do país (SARAIVA, 2002). Este facto não parece ter constituído um problema para os poiaristas, visto que a 21 de Outubro do mesmo ano a Câmara recebe “um telegrama da Comissão Iniciadora do Hospital de Benificencia Poiarense, com sede em Santos (Brasil) felicitando Poiares pela elevação da sede de concelho a cathegoria de villa.” , isto é, o que interessava estava conseguido.

## Dos alvores a meados do século XX
Em 1906, através da oferta de um poiarista, desta vez residente no concelho, são finalmente reunidas algumas condições para concretizar o abastecimento público de água à sede de concelho, bem como a outras localidades, próximas dela, e ao Hospital de Beneficência Poiarense, cujas obras prosseguiam a bom ritmo. Na verdade, a Câmara Municipal analisa na sua sessão de 11 de outubro de 1906 “um officio do Eycelentissimo Sr. Doutor António Eduardo de Souza Godinho, de S. Miguel d’este concelho” em que deseja o “melhoramento do abastecimento d’água na sede de concelho, occoreu-me, d’acordo com minha mulher, offerecermos ao municipio uma nascente d’água que possuimos n’um predio à Nogueira, limite de Venda-Nova”, impondo condições, como por exemplo, “quarta que da mesma água se desvie a agua necessaria para abastecimento do Hospital de Beneficência Poiarense” . No entanto, como se depreende das mesmas actas da vereação, o processo burocrático foi-se arrastando pelos anos de 1907, 1908, não estando ainda a obra totalmente concluída em 1909.
Neste ano de 1909, mais precisamente a 27 de julho foi inaugurado o Hospital de Beneficência Poiarense, obra muito relevante para o concelho.
Quanto à Proclamação da República Portuguesa em Poiares, esta apenas ocorreu a 10 de Outubro de 1910, tendo sido proclamada por “Doutor Alfredo Lobo das Neves, medico do partido municipal, Augusto Cesar de Figeiredo, proprietário, Armando Simões Mathias, aluno do quinto anno juridico da Universidade e Ulpiano Antonio Montenegro, Professor official da escola do sexo masculino da sede de concelho”.
Em 1938 recebeu Vila Nova de Poiares as suas armas municipais, as mesmas que, pela primeira vez, representaram o concelho em 1940 na Exposição do Mundo Português, em Lisboa (SANTOS, 2001) e as que se mantêm na actualidade com a seguinte descrição: “Brasão: de prata, ao centro duas andorinhas de sua cor em direcções opostas, ladeadas por dois pinheiros bravos de verde frutados, troncados e arrancados de negro. Em chefe realçada a ouro, centra-se uma abelha. Coroa mural de prata de quatro torres. Listel branco, com a legenda a negro Vila Nova de Poiares. Bandeira: Brasão sobre o fundo verde. Cordão e borlas dos mesmos esmaltes. Haste e lança de Ouro. Selo: Circular tendo ao centro o brasão sem indicação de cores e metais, tudo envolvido por dois círculos concêntricos, onde corre a legenda Câmara Municipal de Vila Nova de Poiares.” (SOARES, 2002: 302).
No início da década de 1950 foi construído o Jardim Municipal que veio requalificar um dos largos emblemáticos de Vila Nova de Poiares – o Largo da República, que é rodeado pelo edifício dos Paços do Concelho e pela Igreja Matriz de Poiares (Sto. André) e que é considerado o “centro histórico” da vila. A construção deste jardim foi custeada pelo benemérito “poiarista” Bernardo Martins Catarino, emigrante de sucesso no Brasil, tendo sido inaugurado a 12 de agosto de 1951. O seu estado actual resulta de obras de beneficiação do início dos anos 90 do século XX.
De 1952 data uma importante reforma administrativa (o Decreto-Lei 38.886 de 29 de agosto de 1952 referido em JÚNIOR, 1978) que veio por ordem nas fronteiras das freguesias do concelho. Ao que parece a divisão das freguesias era muito complexa, acontecendo mesmo que uma localidade cercada totalmente por uma freguesia pertencesse a uma outra. Detinha a presidência da Câmara Municipal, à época, o Dr. Augusto Henriques Simões, igualmente dirigente de outras instituições do concelho, cujo mandato se prolongou por 12 anos e que fora antecedido por individualidades estranhas ao concelho (JÚNIOR, 1978).
Um acontecimento que ficou registado na memória colectiva Poiarense foi o do dia 8 de agosto de 1953: “uma grande caravana de carros, trazendo à frente um piquete de Polícia de Trânsito em motocicletas, transportando um valioso donativo para o Hospital, com géneros e dinheiro angariado no Porto e arredores pelos Srs. Casimiro Dias Ferreira, António Dias Ferreira, Jaime Pedroso Lima, Saul Duarte de Carvalho, Joaquim Ferreira e José Ferreira Lima e outros.” (JÚNIOR, 1978: 51)
Outro acontecimento marcante, e amplamente ventilado pela comunicação social, foi o de 1 de julho de 1955: um desastre de aviação na Serra do Carvalho (elevação com 430 metros de altitude) em que perderam a vida oito pilotos aviadores que comemoravam o dia da Aviação. No local foi erguido um grande cruzeiro em memória dos pilotos falecidos (JÚNIOR, 1978).